# Kuno Junya
Junya Kuno (sinh ngày 16 tháng 8 năm 1988) là một cầu thủ bóng đá người Nhật Bản.

## Sự nghiệp câu lạc bộ
Junya Kuno đã từng chơi cho Ventforet Kofu, Fukushima United FC và Honda.